# Ferdinand Hejdenberg
Ferdinand Hejdenberg, född 18 november 1827 i Visby, död 4 oktober 1899 i Sundsvall, var en svensk baptistpredikant.
Ferdinand Hejdenberg var son till styrmannen Johan Hejdenberg. Som ung arbetade han en tid som kypare och biljardmarkör i Visby, men flyttade 1845 till Stockholm där han kom i buntmakarlära. Här arbetade han bland annat för körsnären David Forssell, som kom att influera Hejdenberg religiöst. Genom honom kom han i kontakt med kretsarna kring Carl Olof Rosenius och börjande även själv predika. Sommaren 1848 var han på besök i Visby och predikade då både i staden och på den gotländska landsbygden. Han begav sig därefter till Kalmar och predikade även där varpå han återkom till Gotland. 1851 flyttade Hejdenberg till Västerås och därifrån 1852 till Örebro där han öppnade en egen skinnbutik. 1854 grundade Hejdenberg en baptistförsamling i Örebro och blev därigenom en viktig introduktör av baptismen i Närke. Samma år lät Ferdinand Hejdenberg tillsammans med David Forssell döpa sig i Hamburg vid ett besök hos baptistförsamlingen där, och fick samtidigt fullmakt som predikant och sakramentsförvaltare. Vid sin återkomst till Sverige förrättade han dop bland baptisterna i Orsa, Älvdalen, Norrköping och Stockholm. Samma år bildade han även en baptistförsamling i Norrköping. 1855 lät Hejdenberg döpa ett 70-tal personer i Sundsvall och flyttade året därpå dit för att driva skinnhandel. Vid sidan av sin affärsverksamhet företog han även långa predikoresor. 1859 valdes han in i styrelsen för Sundsvalls missionsförsamling där han blev kvar fram till sin död.